# The Doctor
The Doctor, på svenska ibland Doktorn, är en rollfigur i TV-serien Star Trek: Voyager spelad av Robert Picardo. Trots att han rent tekniskt saknar kön är han skapad med manlig förebild och refereras till som en han.

## Rollfigurens utveckling
The Doctor började sin bana på rymdskeppet USS Voyager som ett akutläkarhologram (Emergency Medical Hologram, EMH) inbyggt i skeppets sjukhytt, som en nödåtgärd i fall att skeppets riktiga läkare skulle bli tillfälligt oförmögen att utföra sitt jobb. I det första avsnittet av Star Trek: Voyager dödades hela läkarteamet och The Doctor fick träda i tjänst permanent. Det var skälet till hans ständiga hälsningsfras när han aktiverades: Please state the nature of the medical emergency (ungefär Vänligen beskriv de akuta medicinska problemens art). Under seriens sju säsonger, utvecklades The Doctors program så att han blev mer och mer lik en människa med ambitioner och känslor. Han fick meningsfulla och komplexa relationer med många av skeppskamraterna. Dessutom blev han en inte helt oäven författare och sångare, med opera som specialitet.
Denna karaktärsutveckling ledde till många etiska diskussioner om en artificiell livsform som uppenbarligen var medveten. Liknande diskussioner fördes om Data i Star Trek: The Next Generation. USS Voyagers besättning var till en början tveksamma inför tanken på att behandla honom som en like, men kom snart över det. De attityderna delades dock inte alltid av Starfleet och andra varelser som besättningen stötte på.
Senare blev The Doctor utrustad med en bärbar emitter, som lät honom gå vart han ville, utan att vara bunden till de rum där det fanns fasta holografiska projektorer. Den bärbara emittern bars på armen, och kom från framtiden.
The Doctor har blivit dekorerad för tapperhet i fält, och har räddat skeppet flera gånger. Senare lades en funktion till i hans program, Emergency Command Hologram (ECH), ifall besättningen skulle bli oförmögen att ta hand om USS Voyager.
The Doctors program utvecklades så småningom så mycket att han blev kär i Seven of Nine. Hon kände inte likadant för honom. I den alternativa framtiden som visas i avsnittet ”Endgame” gifter sig The Doctor med en kvinna, Lana (spelad av Amy Lindsay), som ser ut precis som Seven of Nine.

## The Doctors namn
Ett återkommande tema i serien var The Doctors oförmåga att finna sig själv ett namn. Starfleet hade inte tänkt att han skulle vara aktiverad så lång tid att han skulle behöva ett namn, men snart insåg The Doctor att han ville heta något annat. Han har haft många olika namnförslag, men av en eller annan anledning gett upp dem: Schmullus, Schweitzer (efter Albert Schweitzer), Van Gogh med flera, innan han slutligen, i en tänkbar framtid, bestämde sig för Joe. I den holografiska familj han skapade som ett experiment i avsnittet ”Real Life”, använde han namnet Kenneth. (När serien skapade var det tänkt att han skulle ha namnet "Zimmerman" efter sin skapare, men det blev inte så.) 
I avsnittet Blink of an Eye fastnade USS Voyager i omlopp kring en planet där tiden gick mycket fortare än i resten av galaxen. The Doctor åkte ner till planeten och levde där i tre år och fick på något sätt en son vid namn Jason Tabreez.

## The Doctors personlighet
The Doctor anklagas ibland för att vara sarkastisk, pratsam och okänslig för sina patienter. Han ser sig själv som i stort sett ofelbar; i och med den stora kunskapsbas han är programmerad med, är det inte helt konstigt. Men det leder också till att han har blivit arrogant och att han får problem när programmeringen inte riktigt räcker till. I avsnittet Latent Image tvingas The Doctor göra ett val som han inte är programmerad för vilket sätter hela besättningen i farozonen. The Doctor blir ibland utsatt för experiment som förändrar hans personlighet totalt, så att han blir en Dr. Jekyll och Mr. Hyde-personlighet, eller att han saknar moraliska subrutiner.
Men framför allt är The Doctor känd för sin rappa tunga och sin förmåga att tycka synd om sig själv för de saker han tvingas utstå. Det får honom ibland att upprepa och variera doktor Leonard McCoys klassiska replik "jag är en doktor, ingen ...".

## Framträdanden
Bortsett från Voyagers sju säsonger förekom The Doctor i filmen Star Trek: First Contact där han spelade akutläkarhologrammet på Jean-Luc Picards Enterprise-E. Dessutom har Robert Picardo medverkat som en variant på akutläkaren och som doktor Zimmerman i ett avsnitt av Star Trek: Deep Space Nine.